# Marvin Kirchhöfer
Marvin Kirchhöfer (Leipzig, Alemania; 19 de marzo de 1994) es un piloto alemán de automovilismo.

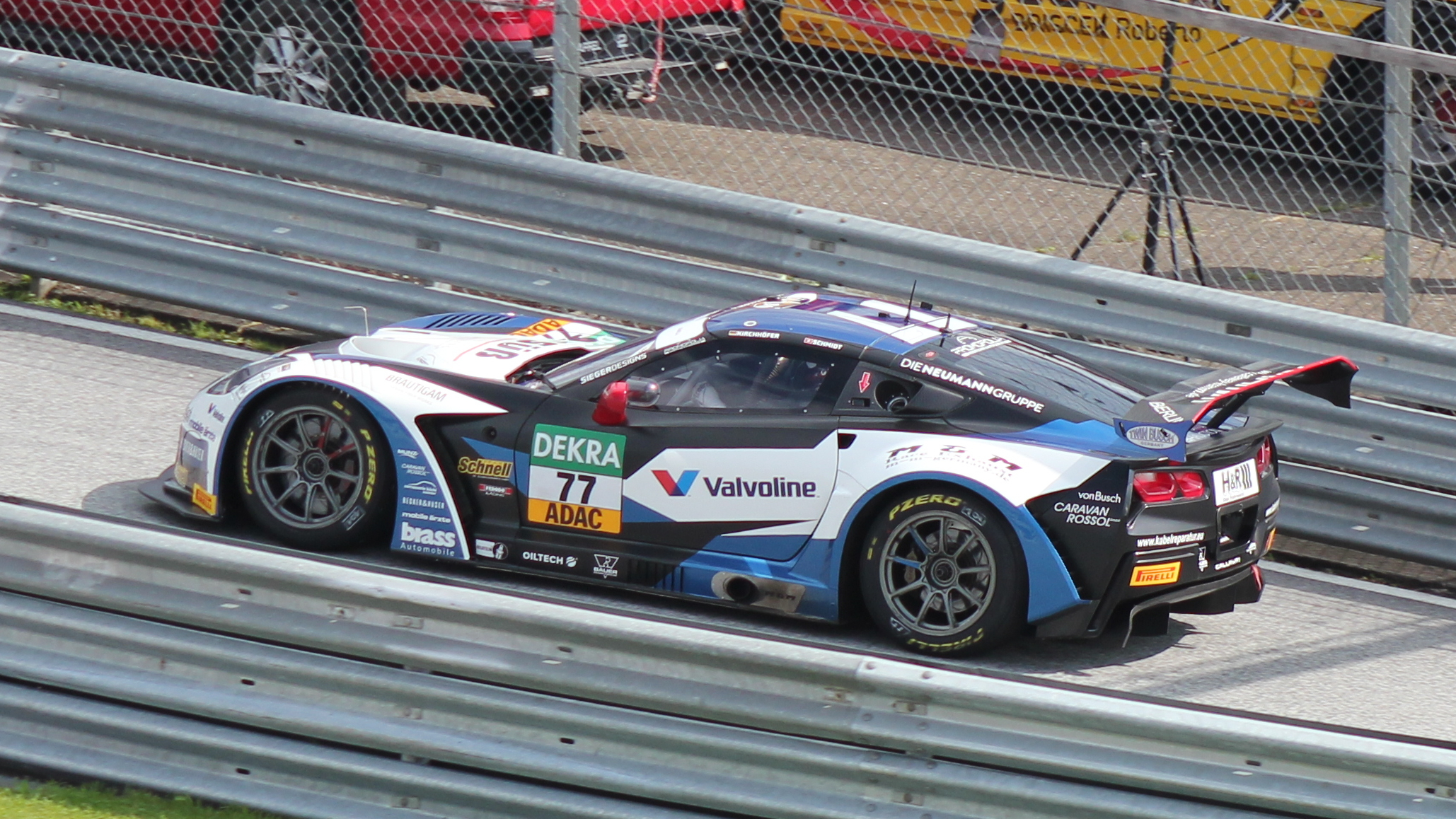
Marvin Kirchhöfer en ADAC GT Masters 2021.

Kirchhöfer fue campeón de ADAC Fórmula Masters y de la Fórmula 3 Alemana en 2012 y 2013 respectivamente. En los años 2014 y 2015 corrió en la GP3 Series para ART Grand Prix, resultando tercero en sus dos años, logrando un total de seis victorias.
En 2016 ascendió a la GP2 Series junto a Carlin, pero no tuvo el mismo éxito que en la GP3. Su mejor resultado fue un segundo lugar, y finalmente terminó decimoséptimo en el campeonato.
Desde 2017 a la actualidad compite en carreras de gran turismos y resistencia, tales como ADAC GT Masters, Intercontinental GT Challenge, GT World Challenge Europe y Asian Le Mans Series.

## Resumen de carrera
| Temporada | Categoría                                        | Equipo                           | Carreras     | Victorias    | Poles        | VR           | Podios       | Puntos       | Pos.         |
| --------- | ------------------------------------------------ | -------------------------------- | ------------ | ------------ | ------------ | ------------ | ------------ | ------------ | ------------ |
| 2012      | ADAC Fórmula Masters                             | Lotus                            | 23           | 9            | 7            | 8            | 16           | 329          | 1.º          |
| 2013      | Campeonato de Alemania de Fórmula 3              | Lotus                            | 26           | 13           | 13           | 17           | 25           | 511          | 1.º          |
| 2014      | GP3 Series                                       | ART Grand Prix                   | 16           | 1            | 2            | 4            | 7            | 161          | 3.º          |
| 2014      | Fórmula 3 Británica                              | Fortec Motorsports               | 3            | 2            | 0            | 2            | 3            | 54           | 8.º          |
| 2015      | GP3 Series                                       | ART Grand Prix                   | 18           | 5            | 1            | 1            | 8            | 200          | 3.º          |
| 2016      | GP2 Series                                       | Carlin                           | 20           | 0            | 0            | 0            | 1            | 21           | 17.º         |
| 2017      | ADAC GT Masters                                  | Mercedes-AMG Team HTP Motorsport | 13           | 0            | 0            | 0            | 2            | 60           | 15.º         |
| 2017      | Blancpain GT Series Endurance Cup                | Black Falcon                     | 2            | 0            | 0            | 0            | 0            | 0            | NC           |
| 2017      | Blancpain GT Series Endurance Cup - Pro-Am       | Black Falcon                     | 2            | 1            | 0            | 0            | 1            | 47           | 7.º          |
| 2017      | Intercontinental GT Challenge                    | Mercedes-AMG                     | 1            | 0            | 0            | 0            | 0            | 0            | NC           |
| 2018      | ADAC GT Masters                                  | Callaway Competition             | 14           | 3            | 2            | 2            | 5            | 123          | 3.º          |
| 2018      | Blancpain GT Series Endurance Cup                | R-Motorsport                     | 5            | 0            | 1            | 0            | 0            | 13           | 32.º         |
| 2019      | ADAC GT Masters                                  | Callaway Competition             | 12           | 3            | 1            | 2            | 3            | 105          | 8.º          |
| 2019      | Blancpain GT World Challenge Europe              | R-Motorsport                     | 10           | 1            | 0            | 1            | 1            | 39.5         | 8.º          |
| 2019      | Blancpain GT Series Endurance Cup                | R-Motorsport                     | 4            | 0            | 0            | 1            | 1            | 38           | 6.º          |
| 2020      | GT World Challenge Europe Endurance Cup          | Garage 59                        | 1            | 0            | 0            | 0            | 0            | 0            | NC           |
| 2020      | GT World Challenge Europe Endurance Cup - Pro-Am | Garage 59                        | 1            | 1            | 0            | 0            | 1            | 33           | 13.º         |
| 2020      | Intercontinental GT Challenge                    | Aston Martin                     | 0            | 0            | 0            | 0            | 0            | 0            | NC           |
| 2021      | Asian Le Mans Series - GT                        | Garage 59                        | 4            | 0            | 0            | 0            | 0            | 4.5          | 14.º         |
| 2021      | ADAC GT Masters                                  | Callaway Competition             | 14           | 1            | 0            | 0            | 2            | 95           | 10.º         |
| 2021      | GT World Challenge Europe Endurance Cup          | Garage 59                        | 1            | 0            | 0            | 0            | 0            | 0            | NC           |
| 2022      | Asian Le Mans Series - GT                        | Garage 59                        | 4            | 0            | 0            | 0            | 1            | 27.5         | 7.º          |
| 2022      | Campeonato Británico de GT - GT3                 | Garage 59                        | 1            | 0            | 0            | 1            | 1            | 0            | NC†          |
| 2022      | GT World Challenge Europe Endurance Cup          | Jota Sport                       | 5            | 0            | 0            | 0            | 0            | 10           | 27.º         |
| 2023      | GT World Challenge Europe Endurance Cup          | Garage 59                        | 5            | 0            | 0            | 1            | 0            | 0            | NC           |
| 2023      | Asian Le Mans Series - GT                        | Garage 59                        | 2            | 0            | 0            | 0            | 0            | 4            | 18.º         |
| 2023      | Campeonato Británico de GT - GT3                 | Garage 59                        | 6            | 0            | 1            | 1            | 1            | 24           | 16.º         |
| 2023      | Campeonato Británico de GT - GT3                 | Optimum Motorsport               | 1            | 0            | 0            | 0            | 0            | 24           | 16.º         |
| 2023      | IMSA SportsCar Championship - GTD                | Inception Racing                 | 1            | 0            | 0            | 0            | 1            | 326          | 48.º         |
| 2024      | IMSA SportsCar Championship - GTD Pro            | Pfaff Motorsports                | 10           | 0            | 0            | 0            | 2            | 2689         | 7.º          |
| 2024      | GT World Challenge Europe Endurance Cup          | Garage 59                        | 2            | 0            | 0            | 0            | 0            | 0            | NC           |
| 2024-25   | Asian Le Mans Series - GT                        | Optimum Motorsport               | 4            | 0            | 0            | 0            | 0            | 0            | 35.º         |
| 2025      | IMSA SportsCar Championship - GTD                | AWA                              | Disputándose | Disputándose | Disputándose | Disputándose | Disputándose | Disputándose | Disputándose |
| Fuente:   |                                                  |                                  |              |              |              |              |              |              |              |

## Resultados

### GP3 Series
(Clave) (negrita indica pole position) (cursiva indica vuelta rápida puntuable)

| Año  | Escudería      | 1   | 1   | 2   | 2   | 3   | 3   | 4   | 4   | 5   | 5   | 6   | 6   | 7   | 7   | 8   | 8   | 9   | 9   | Pos. | Puntos | Ref.  |
| ---- | -------------- | --- | --- | --- | --- | --- | --- | --- | --- | --- | --- | --- | --- | --- | --- | --- | --- | --- | --- | ---- | ------ | ----- |
| 2014 | ART Grand Prix | BAR | BAR | SPI | SPI | SIL | SIL | HOC | HOC | BUD | BUD | SPA | SPA | MNZ | MNZ | SOC | SOC | YMC | YMC | 3.º  | 161    | [ 6 ] |
| 2014 | ART Grand Prix | 5   | 5   | 5   | DNS | 3   | 4   | 1   | Ret | 11  | 9   | DNS | 17  | 3   | 3   | 2   | 3   | 2   | 11  | 3.º  | 161    | [ 6 ] |
| 2015 | ART Grand Prix | BAR | BAR | SPI | SPI | SIL | SIL | BUD | BUD | SPA | SPA | MNZ | MNZ | SOC | SOC | SAK | SAK | YMC | YMC | 3.º  | 200    | [ 7 ] |
| 2015 | ART Grand Prix | 5   | 1   | 6   | 2   | 1   | 8   | 3   | 5   | 3   | Ret | 4   | 1   | 9   | 7   | 1   | 6   | 1   | 7   | 3.º  | 200    | [ 7 ] |

### GP2 Series
(Clave) (negrita indica pole position) (cursiva indica vuelta rápida puntuable)

| Año  | Escudería | 1   | 1   | 2   | 2   | 3   | 3   | 4   | 4   | 5   | 5   | 6   | 6   | 7   | 7   | 8   | 8   | 9   | 9   | 10  | 10  | 11  | 11  | Pos. | Puntos | Ref.  |
| ---- | --------- | --- | --- | --- | --- | --- | --- | --- | --- | --- | --- | --- | --- | --- | --- | --- | --- | --- | --- | --- | --- | --- | --- | ---- | ------ | ----- |
| 2016 | Carlin    | BAR | BAR | MON | MON | BAK | BAK | SPI | SPI | SIL | SIL | BUD | BUD | HOC | HOC | SPA | SPA | MNZ | MNZ | KUA | KUA | YMC | YMC | 17.º | 21     | [ 5 ] |
| 2016 | Carlin    | 15  | 15  | 7   | 2   | Ret | 10  | Ret | 19  | 12  | 8   | 14  | 13  | 10  | 14  | Ret | 14  | 18  | 8   | 15  | 11  |     |     | 17.º | 21     | [ 5 ] |

### Asian Le Mans Series
(Clave) (negrita indica pole position) (cursiva indica vuelta rápida)

| Año  | Escudería | Clase | Automóvil                    | 1   | 2   | 3   | 4   | Pos. | Puntos | Ref.  |
| ---- | --------- | ----- | ---------------------------- | --- | --- | --- | --- | ---- | ------ | ----- |
| 2021 | Garage 59 | GT    | Aston Martin Vantage AMR GT3 | DUB | DUB | YMC | YMC | 14.º | 4.5    | [ 8 ] |
| 2021 | Garage 59 | GT    | Aston Martin Vantage AMR GT3 | 17  | 10  | 9   | 10  | 14.º | 4.5    | [ 8 ] |